# Landskrona (commune)
La commune de Landskrona est une commune suédoise du comté de Skåne. 43 629 personnes y vivaient en 2014. Son chef-lieu se situe à Landskrona.

## Localités principales
- Annelöv
- Asmundtorp
- Glumslöv
- Häljarp
- Härslöv
- Landskrona
- Saxtorpsskogen